# Ахрем, Олег Владимирович
Олег Владимирович Ахрем (бел. Алег Уладзіміравіч Ахрэм; 12 марта 1983 года, Гродно) — белорусский и польский волейболист, мастер спорта Республики Беларусь международного класса (2009).

## Биография
Олег Ахрем является воспитанником детско-юношеской спортшколы имени Александра Сапеги города Гродно. В 17-летнем возрасте дебютировал в основном составе гродненского «Коммунальника», в 2002 году впервые стал чемпионом Беларуси и вошёл в состав национальной сборной, в 2005 году был назначен её капитаном.
С 2004 года также выступал за национальную команду по пляжному волейболу. В паре с Александром Коваленко был участником нескольких международных турниров, в том числе этапа Мировой серии в польских Старе-Яблонках.
В 2005 году в третий раз в карьере выиграл национальный чемпионат, а также Кубок страны и перешёл в могилёвский «Техноприбор»-БеЛа, возглавляемый Анатолием Паняшиным — первым тренером Ахрема в «Коммунальнике». В сезоне-2005/06 Олег Ахрем был признан самым ценным игроком чемпионата Беларуси, а его новая команда, ещё в предыдущем чемпионате боровшаяся за выживание, впервые в своей истории выиграла чемпионский титул.
В 2007 году Олег Ахрем вновь стал чемпионом Беларуси и перешёл из «Металлурга»-БеЛа (так стала называться могилёвская команда) в греческий «Ираклис». К этому времени спортсмену исполнилось 24 года, что по регламенту Белорусской федерации являлось минимальным возрастным цензом для перехода в зарубежный клуб.
Едва оказавшись в «Ираклисе», Олег стал одной из ключевых его фигур — осенью 2007 года команда из Салоник выиграла Суперкубок Греции, а сам Ахрем был удостоен приза самому ценному игроку. Весной 2008 года Ахрем стал чемпионом Греции: «Ираклис» со счётом 3—0 выиграл финальную серию чемпионата у победителя регулярного сезона «Панатинаикоса». Второй год Ахрема в Греции также был успешным, но уже на европейской арене: в составе «Ираклиса» белорусский спортсмен стал финалистом Лиги чемпионов.
С 2009 года на протяжении семи сезонов Олег Ахрем играл в Польше, в команде «Ресовия» из Жешува. В дебютном сезоне был признан лучшим легионером Плюс-лиги, с сезона-2011/12 выполнял обязанности капитана «Ресовии». В её составе трижды становился чемпионом Польши.
18 января 2011 года получил польское гражданство с намерением в будущем войти в состав сборной Польши, однако из-за проблем с оформлением документов ни в олимпийском сезоне, ни в 2013 году не был включён в состав польской команды и в апреле 2013 года объявил о возвращении в сборную Беларуси.
В сезоне-2016/17 Олег Ахрем выступал за «Халкбанк» из Анкары, в составе которого выиграл чемпионат Турции, а следующий сезон провёл в стамбульском «Галатасарае». Летом 2018 года вернулся в Польшу, став игроком «Варты» (Заверце), но из-за травм не получил большой игровой практики. В январе 2020 года вновь пополнил состав «Ресовии».
В мае 2020 года завершил игровую карьеру, но остался в «Ресовии» в должности ассистента главного тренера.

## Достижения
- Чемпион Беларуси (2001/02, 2002/03, 2004/05, 2005/06, 2006/07).
- Серебряный призёр чемпионата Беларуси (2000/01, 2003/04).
- Обладатель Кубка Беларуси (2004/05).
- Чемпион Греции (2007/08).
- Обладатель и MVP Суперкубка Греции (2007).
- Чемпион Польши (2011/12, 2012/13, 2014/15), серебряный (2013/14, 2015/16) и бронзовый (2009/10, 2010/11) призёр чемпионатов Польши.
- Финалист Кубка Польши (2009/10, 2012/13).
- Обладатель Суперкубка Польши (2013).
- Чемпион Турции (2016/17).
- Финалист Кубка Турции (2016/17).
- Финалист Лиги чемпионов (2008/09).
- Финалист Кубка Европейской конфедерации волейбола (2011/12).
- В составе сборной Беларуси — участник финального турнира чемпионата Европы (2013).